# هاينودون
الهاينودون (وتعني باللاتينية: «ذو أسنان الضبع») هو جنس منقرض من الهاينودونيات، يتبع رتبة آكلات اللحوم السينودونتات، عاش قبل 42 إلى 15.9 مليون سنة في قارات آسيا وأفريقيا وأوروبا وأمريكا الشمالية. يضم جنس الهاينودون 42 نوعاً معروفاً.

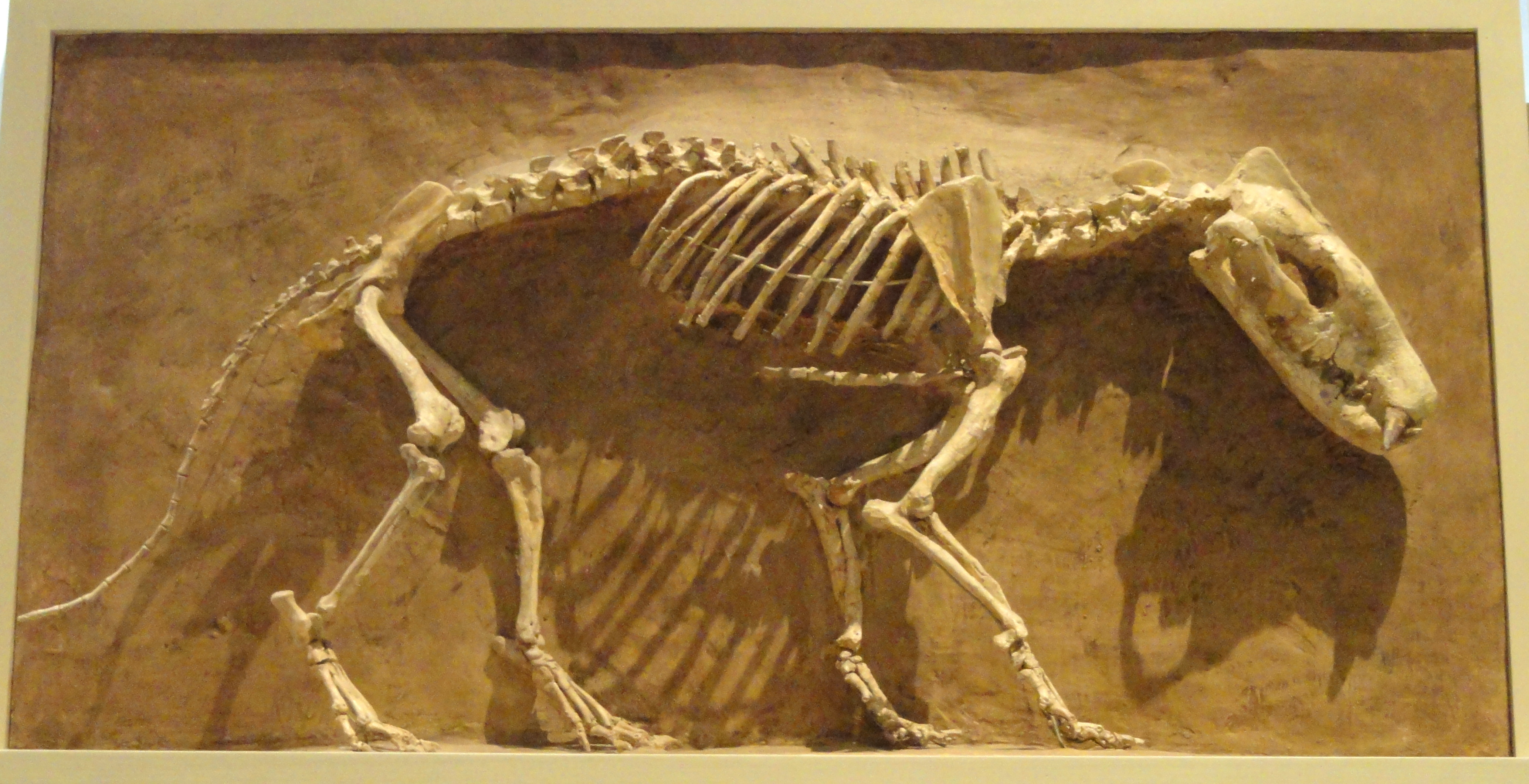
مستحثة هاينودون في متحف أونتاريو الملكي.

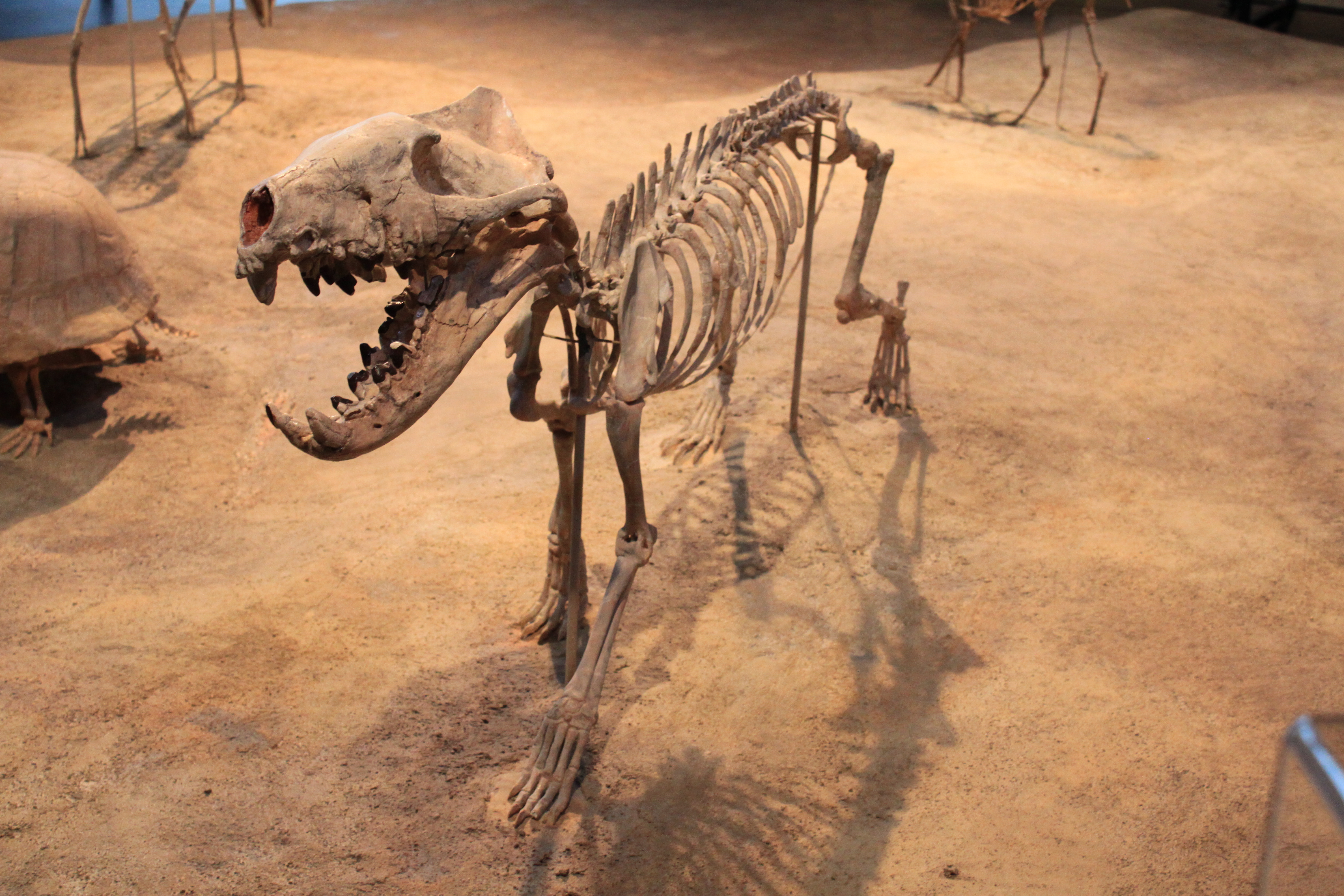
هيكل عظمي لهاينودون في متحف مينوسوتا العلمي.

## الوصف
يقدر متوسّط وزن حيوانٍ بالغٍ من نوع «هاينودون. هوريدوس» (أكبر أنواع جنس الهاينودون في أمريكا الشمالية) بنحو 40 كيلوغراماً، وربَّما لم يتجاوز مطلقاً 60 كيلوغراماً. وأما أكبر أنواع جنس الهاينودون على الإطلاق وهو «هـ. غيغاس» فقد وصل وزنه إلى 500 كلغم، وبلغ طوله حوالي 3 أمتار. وقد بلغ وزن «هـ. كروسيانز» (أحد أنواع أمريكا الشمالية من عصر الأوليجوسين) نحو 10 إلى 25 كلغم، وأما نوعا «هـ. ميكرودون» و«هـ. مستيلينوس» (من أمريكا الشمالية في عصر الإيوسين المتأخر) فقد كانا أصغر حتى، حيث ربَّما بلغ وزنهما حوالي 5 كيلوغرامات فحسب.
كانت بعض أنواع جنس الهاينودون من أكبر ثدييات اليابسة آكلة اللحوم في عصرها، فيما لم يتجاوز حجم بعضها الأخرى حجم حيوان الدلق. كان الهاينودون أحد آخر أجناس فصيلة الهاينودونات، حيث عاش بين عصري الإيوسين المتأخر والميوسين المبكر، وقد عثر حتى سنة 1992 على 42 نوعاً منه قطنت قارات آسيا وأفريقيا وأوروبا وأمريكا الشمالية.
كانت للهاينودنات (كما هي الحال مع أغلب الثدييات اللاحمة القديمة) جمجمة ضخمة جداً، لكن بدماغٍ صغيرٍ جداً. كانت جماجم هذه الثدييات طويلةً وخطمها نحيلاً، وكانت نسبة طول خطمها إلى طول جماجمها أكبر بكثيرٍ ممَّا هي عليه عند الكلبيات الحديثة. كانت رقاب الهاينودونات أقصر من جماجمها، وكانت أجسادها ضخمة وقوية وأذيالها طويلة. وعلى الرغم من أن اسم الجنس «الهاينودون» (أي «ذوات أسنان الضبع» باللاتينية)، فإنه ليس مرتبطاً بالضّباع.

## الأنواع
انقرض آخر هاينودون في قارة أمريكا الشمالية خلال عصر الأوليجوسين المتأخر، مع انقراض أنواعٍ مثل «هـ. بريفوريستس». وأما في أوروبا فقد انقرض الجنس منذ مطلع الأوليجوسين. وهناك ثلاثة أنواعٍ معروفةٌ من الهاينودون عاشت في قارة أفريقيا خلال عصر الميوسين، هي «هـ. أندروزي» و«هـ. ماتهيوي» و«هـ. بلغريمي»، إلا أن أياً منهم لم يصل أحجام الأنواع الآسيوية مثل «هـ. غيغاس» و«هـ. ويليني».